# Brütal Legend
Brütal Legend (estilizado com um umlaut) é um jogo eletrônico de ação e aventura criado pela Double Fine Productions e publicado pela Electronic Arts para PlayStation 3, Xbox 360 e PC. O jogo foi lançado em outubro de 2009 (ou "Rocktober" segundo material promocional [carece de fontes?]) nos Estados Unidos e Europa. O jogo foi disponibilizado no Xbox Game Pass em outubro de 2020.
Tim Schafer, diretor do jogo, foi inspirado nas experiências próprias de seu passado musical[carece de fontes?]. O personagem principal do jogo se chama Eddie Riggs, dublado e modelado a partir das características de Jack Black, um roadie que é transportado para um mundo fantasioso inteiramente forjado pelo heavy metal. Junto com Jack Black, o jogo também trás famosos músicos do heavy metal como Lemmy Kilmister do Motörhead, Rob Halford do Judas Priest, Ozzy Osbourne e Lita Ford e outras celebridades como o ator Tim Curry, além de uma trilha sonora com 107 faixas, de variadas vertentes do Metal, selecionadas por Tim Schafer para o jogo. Na história, Eddie se transforma no salvador desta terra, liderando os humanos aprisionados contra as forças malignas do mundo do Heavy Metal utilizando um machado e sua Flying V, guitarra esta que, neste mundo, adquire super poderes ao ser tocada, causando explosões, disparando raios, entre outros, e um carro hot rod. O jogo é uma mistura de ação e aventura e estratégia em tempo real.
Brütal Legend foi bem recebido pelos críticos de jogos, elogiando a visão e criação do mundo do Heavy Metal e as dublagens feitas para o game, principalmente as atuações de Jack Black e Ozzy Osbourne[carece de fontes?]. No entanto muitos destes críticos encontraram certo estranhamento no que diz respeito a mesclagem de gêneros ação-aventura/estratégia em tempo real, devido às limitações do controle e a falta de ações geralmente encontradas em ambos os gêneros[carece de fontes?].

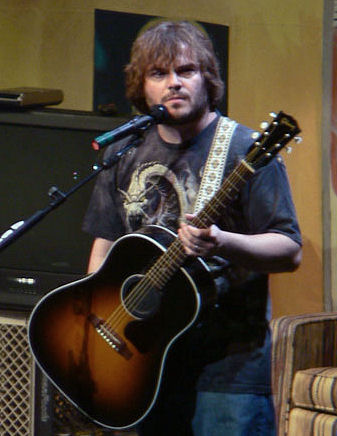
Eddie Riggs foi parcialmente modelado a partir do ator Jack Black, que também dubla o personagem e participou de boa parte das decisões musicais do jogo.

## Jogabilidade
Brütal Legend é um jogo de ação em terceira pessoa com elementos de estratégia em tempo real em certas missões. O jogo possui um mundo aberto no qual Tim Schafer diz ter aproximadamente 64 km² de extensão. O jogador controla Eddie Riggs (dublado por Jack Black), um roadie que se vê preso num mundo fantástico do Heavy Metal. Eddie consegue 3 equipamentos para ajudá-lo no transporte e combate: um machado, chamado 'The Separator', sua guitarra Gibson Flying V 'Clementine' que no mundo do Metal adquire poderes mágicos e seu veículo "The Deuce". Upgrades para estes equipamentos podem ser encontrados na Motor-Forge, a "loja" do jogo, e trocado por Fire Tributes (a "moeda" do jogo). Na Motor-Forge trabalha o Guardian of Metal (dublado por Ozzy Osbourne), com ele é possível comprar equipamentos para seu veículo bem como novas habilidades e diferentes tipos de lâminas para seu machado.
Eddie não pode usar a magia de sua guitarra constantemente pois com o uso esta se torna em brasas e é necessário alguns segundos para que esfrie e possa ser usada novamente. Existem cerca de 23 missões principais da história e 30 missões secundárias que o jogador pode jogá-las opcionalmente para adquirir Fire Tributes. Também é possível desbloquear novas músicas (todas de bandas reais) e ouvi-las na rádio (Mouth of Metal) enquanto dirige seu carro. O Jogador também tem a opção de selecionar a ordem destas músicas ou desabilitar músicas para que não caiam na playlist. Também é possível explorar o mundo do Heavy Metal para encontrar estatuetas de dragões aprisionados, libertando um certo número de dragões o jogador é recompensado com um aumento na resistência do personagem. Algumas estatuetas revelam parte da história do mundo do Metal e outras dão novas habilidades ou desbloqueiam novas músicas para a playlist. Há também telescópios em locais específicos que dão uma visão aérea do jogo dando ênfase às grandes construções do mundo do metal (ao ver no telescópio o jogador adquire Fire Tributes).
Pelo mundo do jogo há também criaturas selvagens que podem ser usadas como montaria e ataque.

### Personagens
Brütal Legend conta a história de Eddie Riggs (seu nome provém de Eddie the Head, mascote do Iron Maiden, e Derek Riggs, artista que criou Eddie).
A raça humana é escravizada por Doviculus,(dublado por Tim Curry) e seu lacaio General Lionwhyte representando o glam metal (dublado por Rob Halford) (cujo cabelo é tão grande que lhe dá habilidades para voar). Liderando a batalha contra Doviculus está o pequeno grupo de humanos rebelados liderados por Lars Halford (dublado por Zach Hanks), e sua irmã Lita Halford (dublada por Kath Soucie), e Ophelia (dublada por Jennifer Hale), a qual Eddie tem um interesse amoroso. Este grupo recebe o apoio de Mangus, um operador de palco dublado por Alex Fernandez, há também o baixista curandeiro Kill Master (dublado por Lemmy Kilmister), o motociclista pertencente aos Fire Baron (também dublado por Rob Halford), e a amazona Rima (dublada por Lita Ford). Também dando apoio a Eddie está o Guardian of Metal, dublado por Ozzy Osbourne.

## Desenvolvimento
Parte da inspiração da arte e das referências provém das letras e vídeo clipes de bandas de Metal além da influência da mitologia nórdica[carece de fontes?].

### Trilha sonora
Brütal Legend traz 107 faixas de Heavy Metal de 75 bandas diferentes, selecionadas por Schafer e a diretora musical Emily Ridgway conforme a lista abaixo:
| Música                              | Artista                |
| ----------------------------------- | ---------------------- |
| "A Serpentine Crave"                | Bishop of Hexen        |
| "Ad Noctis"                         | Rotting Christ         |
| "Am I Evil?"                        | Diamond Head           |
| "Angel Witch"                       | Angel Witch            |
| "Angels Don't Kill"                 | Children of Bodom      |
| "Assault Attack"                    | Michael Schenker Group |
| "Back at the Funny Farm"            | Motörhead              |
| "Battle Angels"                     | Sanctuary              |
| "Battle Hymn/One Shot at Glory"     | Judas Priest           |
| "Believer"                          | Ozzy Osbourne          |
| "Betrayal"                          | Lita Ford              |
| "Birth of the Hero"                 | Tvangeste              |
| "Blackout"                          | Scorpions              |
| "Blitzkrieg"                        | Deathstars             |
| "Bomber"                            | Girlschool             |
| "Breadfan"                          | Budgie                 |
| "Cathode Ray Sunshine"              | Dark Tranquillity      |
| "Children of the Grave"             | Black Sabbath          |
| "Crack the Skye (Instrumental)"     | Mastodon               |
| "Cremation"                         | King Diamond           |
| "Cry of the Banshee"                | Brocas Helm            |
| "Dawn of Battle"                    | Manowar                |
| "Deadly Sinners"                    | 3 Inches of Blood      |
| "Destroy the Orcs"                  | 3 Inches of Blood      |
| "Diary of a Madman"                 | Ozzy Osbourne          |
| "Die For Metal"                     | Manowar                |
| "Dr. Feelgood"                      | Mötley Crüe            |
| "Drink the Blood of the Priest"     | Brocas Helm            |
| "Fast as a Shark"                   | Accept                 |
| "For the Glory Of"                  | Testament              |
| "Free Your Hate"                    | KMFDM                  |
| "Frost"                             | Enslaved               |
| "Girlfriend"                        | Kabbage Boy            |
| "God of Thunder"                    | Kiss                   |
| "Goliaths Disarm Their Davids"      | In Flames              |
| "Hall of the Mountain King"         | Savatage               |
| "Her Ghost in the Fog"              | Cradle of Filth        |
| "High Speed Dirt"                   | Megadeth               |
| "Holiday"                           | Scorpions              |
| "Ignisis Dance"                     | Wrath of Killenstein   |
| "In the Black"                      | Motörhead              |
| "Insomnia"                          | Dark Fortress          |
| "Kickstart My Heart"                | Mötley Crüe            |
| "Lay It Down"                       | Ratt                   |
| "Leather Rebel"                     | Judas Priest           |
| "Live Wire"                         | Mötley Crüe            |
| "Loke"                              | Enslaved               |
| "Love Dump"                         | Static-X               |
| "Machine Gunn Eddie"                | Nitro                  |
| "March of the Crabs"                | Anvil                  |
| "Marching Off to War"               | Motörhead              |
| "Master Exploder"                   | Tenacious D            |
| "Murmaider"                         | Dethklok               |
| "Metal Church"                      | Metal Church           |
| "Metal Storm/Face the Slayer"       | Slayer                 |
| "Metal Thrashing Mad"               | Anthrax                |
| "More Than Meets the Eye"           | Testament              |
| "Mr. Crowley"                       | Ozzy Osbourne          |
| "Mr. Scary"                         | Dokken                 |
| "Narita"                            | Riot                   |
| "Never Say Die"                     | Black Sabbath          |
| "Nightstalker"                      | Cloven Hoof            |
| "No Love Lost"                      | Carcass                |
| "Oblivion (Instrumental)"           | Mastodon               |
| "Overnight Sensation"               | FireHouse              |
| "Painkiller"                        | Judas Priest           |
| "Progenies of the Great Apocalypse" | Dimmu Borgir           |
| "Pure Evil"                         | Iced Earth             |
| "Queen of Desire"                   | Ostrogoth              |
| "Queen of the Masquerade"           | Crimson Glory          |
| "Riding the Storm"                  | Running Wild           |
| "Rip the System"                    | KMFDM                  |
| "Road Racin"                        | Riot                   |
| "Rock Bottom"                       | UFO                    |
| "Rock of Ages"                      | Def Leppard            |
| "Skeleton on your Shoulder"         | Coroner                |
| "Snap Your Fingers, Snap Your Neck" | Prong                  |
| "So Frail"                          | Mirrorthrone           |
| "Soul Thrashing Black Sorcery"      | Skeletonwitch          |
| "Stigmata"                          | Ministry               |
| "Still of the Night"                | Whitesnake             |
| "Sulphur Injection"                 | Apostasy               |
| "Superbeast"                        | Rob Zombie             |
| "Swords and Tequila"                | Riot                   |
| "Symptom of the Universe"           | Black Sabbath          |
| "Tag Team"                          | Anvil                  |
| "Technical Difficulties"            | Racer X                |
| "The Axeman"                        | Omen                   |
| "The Beautiful People"              | Marilyn Manson         |
| "The Hellion/Electric Eye"          | Judas Priest           |
| "The Metal"                         | Tenacious D            |
| "The Somber Grounds of Truth"       | Bishop of Hexen        |
| "The Wild and the Young"            | Quiet Riot             |
| "Thieves"                           | Ministry               |
| "Through the Fire and Flames"       | DragonForce            |
| "Thus Spake the Nightspirit"        | Emperor                |
| "Tornado of Souls"                  | Megadeth               |
| "Warriors Dawn"                     | Slough Feg             |
| "(We Are) the Road Crew"            | Motörhead              |
| "Welcome Home"                      | King Diamond           |
| "Wheels of Steel"                   | Saxon                  |
| "When the Night Falls"              | Iced Earth             |
| "Witches"                           | Candlemass             |
| "World of Hurt"                     | Overkill               |
| "Y.R.O."                            | Racer X                |
| "Youth Gone Wild"                   | Skid Row               |
| "Zoom Club"                         | Budgie                 |

Junto às músicas licenciadas, o jogo conta com cerca de 70 minutos de trilha sonora original criada por Peter McConnell.

## Recepção
Brütal Legend recebeu uma resposta positiva dos jornalistas de jogos, com críticos elogiando a história e os personagens do jogo, e conduzindo as performances vocais dos dubladores, particularmente Black e Osbourne. Daemon Hatfield, da IGN, sentiu que Black estava "completamente comprometido" com o papel de Riggs, enquanto Ryan Davis, de Giant Bomb, achou um alívio que Black tenha controlado seu típico ato de "falar alto e heavy metal" pelo qual ele é conhecido e, em vez disso, teve um bom desempenho, "trazendo a quantidade certa de naturalidade de um trabalhador para o papel". O papel de Osbourne foi considerado "incrível (e surpreendentemente coerente)" por Giancarlo Varanini, da GameSpot, e "interpretado de forma brilhante" por Andrew Kelly, da Computer and Video Games. O elenco completo foi elogiado por seus papéis; Os músicos de heavy metal foram eficazes em interpretar a si mesmos no jogo, enquanto os outros dubladores tiveram um bom desempenho e "[fizeram] sua parte para equilibrar o poder das estrelas" no jogo. A força dos personagens foi considerada reforçada pela qualidade da escrita da história e pelo uso de animação facial. Christian Donlan, da Eurogamer, considerou os personagens de Brütal Legend o aspecto mais forte do jogo, distanciando o título de outros videogames devido a "protagonistas arredondados e apresentáveis que são distintamente superiores às multidões usuais de cybermen e super-megeras", e uma faceta de Schafer trabalho de assinatura. Chris Kohler, da Wired, atestou ainda mais a força da história do jogo à habilidade de Schafer, considerando que "Depois de Brütal Legend, ele deve ser considerado um dos melhores contadores de histórias dos jogos, ponto final". Justin Haywald, da 1UP.com, observou que o jogo não tem a capacidade de revisar cenas, forçando o jogador a reiniciar a história se quiser vê-las novamente.
O mundo inspirado no heavy metal de Brütal Legend também foi bem recebido e considerado como uma clara reverência pelo gênero. Gerald Villoria, da GameSpy, considerou o jogo "dedicado a um amor descarado pelo metal" e "fan-service de heavy metal ao mais alto grau". Davis acreditava que a justaposição de todos os elementos que compunham o mundo de fantasia do heavy metal era a maior força do jogo, muitas vezes sendo "vertiginosamente ridículo e" ao mesmo tempo. Os críticos descobriram que, embora os gráficos do jogo possam não ser os mais sofisticados para a atual geração de consoles, os aspectos artísticos detalhados do mundo eram impressionantes; Varanini considerou que "não importa onde você esteja no mundo, sempre há algum objeto legal para olhar" enquanto Donlan considerava o mundo um "deleite constante que se desenrola". A incorporação da música heavy metal no jogo também beneficiou o jogo. Tanto Kelly quanto Villoria consideraram a trilha sonora essencial para o jogo e elogiaram os momentos em que músicas específicas, como "Through the Fire and Flames" de Dragonforce, seriam usadas como música de fundo durante sequências específicas do jogo. Kelly elogiou ainda mais o jogo por usar as músicas para definir a ação do jogo em vez de relegadas a música de fundo aleatória. Villoria também considerou que a trilha sonora tinha "enorme amplitude de som e diversidade", apresentando ao músico gêneros de heavy metal que eles talvez nem soubessem que existiam. Jake Gaskill, da G4TV, considerou que ouvir a trilha sonora era o equivalente a "fazer uma aula de apreciação de heavy metal".
A jogabilidade real foi vista como a maior fraqueza de Brütal Legend. Muitos críticos criticaram a incorporação de elementos de estratégia em tempo real (RTS) no jogo, um fato que não foi bem anunciado antes do lançamento do jogo e não se torna aparente para o jogador nas primeiras horas do jogo. Embora Schafer tenha decidido fazer o jogo baseado em console como um RTS desde o início, eles foram avisados pela Vivendi e pela Electronic Arts que "RTS" era "uma palavra impertinente no espaço do console" e, em vez disso, o comercializaram como um jogo de ação. Apesar disso, os revisores descobriram que o jogo ainda era difícil de jogar em um console devido aos controles selecionados que dificultavam a mira em objetivos ou tropas, a falta de um minimapa para rastrear amigos e inimigos e o ritmo frenético da batalha.
Os críticos apreciaram a introdução lenta aos vários aspectos do jogo como parte do jogo para um jogador, mas sentiram que o jogo não introduziu ou explicou adequadamente todos os recursos RTS do jogo, como a capacidade de montar uma posição final no palco. Alguns também consideraram as Stage Battles da campanha single-player muito fáceis, vencíveis pela força bruta e que táticas mais avançadas só se tornariam aparentes quando se jogasse em jogos multijogador, incluindo aprender as habilidades e vantagens das outras unidades das facções além de Ironheade. A mistura de gêneros de jogos entre o RTS e a ação em terceira pessoa foi considerada particularmente confusa; Kohler comentou que o manuseio dos gêneros individuais foi bem realizado, levando a "um design surpreendentemente complexo em vez de simples" que diminuiu o prazer do jogo, enquanto Davis considerou que "talvez não houvesse confiança suficiente em nenhuma peça para deixá-la carregar todo o jogo". No entanto, alguns sentiram que os vários gêneros ajudaram a criar "uma variedade de oportunidades de jogo" e criaram batalhas de palco "bastante elegantes". Em retrospecto, Schafer lamentou que eles não incluíram tutoriais suficientes no jogo para guiar o jogador sobre "naturalmente como jogar a parte da estratégia um pouco melhor", como eles aceitaram ao longo dos anos de desenvolvimento, e tentou usar o blog da Double Fine para explicar alguns desses aspectos. Embora alguns críticos argumentassem que retirar os elementos RTS e deixar um jogo de combate de ação envolto no mundo com tema de metal teria sido um jogo melhor, Schafer respondeu que isso não teria sido fiel à visão que ele tinha desde o início. Schafer mais tarde se referiria brincando aos elementos RTS de Brütal Legend; durante a arrecadação de fundos para Broken Age, Schafer ameaçou adicionar elementos RTS ao apontar e clicar se o financiamento tivesse atingido certos níveis.
A jogabilidade fora das Stage Battles também foi recebida com impressões mistas. A maioria considerou as missões secundárias altamente repetitivas que incluíam tipos de missão que geralmente não são apreciados pelos jogadores, como missões de escolta. A falta de um minimapa, substituído por seguir uma luz brilhante do céu iluminando o alvo do jogador ou navegando com base nos piscas do Deuce, foi criticada por dificultar a exploração do mundo do jogo. As informações sobre o mundo que os jogadores podem acessar no menu de pausa do jogo também foram consideradas insuficientes, nem mostrando os elementos colecionáveis do jogo no mapa principal, nem identificando facilmente a aliança das várias tropas no guia do jogo. Embora Eddie ganhe a habilidade de voar durante as Stage Battles, a incapacidade de usar isso ou fazer o personagem pular levou os revisores a ficarem presos na paisagem às vezes ao explorar. Alguns revisores descobriram que o número de pontos de verificação de progresso no jogo estava faltando, exigindo que o jogador repetisse uma missão longa se morresse antes de chegar a uma. O jogo single-player também foi considerado curto, durando apenas quatro horas se alguém completasse apenas as missões da história principal. Em 2011, os leitores do Guinness World Records Gamer's Edition votaram em Eddie Riggs como o 48º melhor personagem de jogos eletrônicos de todos os tempos.

### Vendas
De acordo com o NPD Group, Brütal Legend vendeu aproximadamente 215.000 cópias nos Estados Unidos em outubro de 2009, com cerca de 150.000 cópias sendo para a plataforma Xbox 360, tornando-se o 12º jogo mais vendido naquele mês. Esses números não foram considerados fortes e foram atribuídos ao difícil marketing do jogo, que enfatizou o envolvimento de Jack Black e a natureza heavy metal do jogo, mas não afirmou como seria a jogabilidade, com a possibilidade de que a menção dos elementos RTS do jogo possivelmente teria afastado mais jogadores do jogo. Em uma entrevista em fevereiro de 2011, Schafer afirmou que o jogo vendeu mais de 1,4 milhão de cópias.
De acordo com dados coletados através da Nielsen SoundScan, algumas músicas contidas na trilha sonora de Brütal Legend tiveram aumentos de vendas digitais de até 700% após o lançamento do jogo, semelhante aos efeitos de Guitar Hero e Rock Band, embora o impacto nas vendas gerais dessas músicas tenha sido bastante pequeno.

### Prêmios
Black recebeu o prêmio de Melhor Voz no Spike Video Game Awards 2009. Durante o 13º Annual Interactive Achievement Awards, a Academia de Artes & Ciências Interativas premiou Brütal Legend com "Jogo de Estratégia/Simulação do Ano" e "Realização Excepcional em Trilha Sonora"; também recebeu indicações por "Performance de Personagem" (para Eddie Riggs), "História Original" e "Direção de Jogo".
O jogo também foi indicado ao Game Developers Choice Awards de "Melhor Roteiro" e "Melhor Áudio".